# Gorilla (minialbum)
Gorilla – pierwszy japoński minialbum południowokoreańskiej grupy Pentagon, wydany 29 marca 2017 roku przez Cube Entertainment. Album zawiera sześć utworów, na które składają się cztery japońskojęzyczne wersje piosenek z ich poprzednich minialbumów Pentagon i Five Senses oraz dwie nowe piosenki.

## Lista utworów
| CD | CD                                                                     | CD      |
| Nr | Tytuł utworu                                                           | Długość |
| -- | ---------------------------------------------------------------------- | ------- |
| 1. | „Gorilla”                                                              | 3:05    |
| 2. | „Can You Feel It”                                                      | 3:18    |
| 3. | „Pretty Pretty”                                                        | 3:08    |
| 4. | „You Are” (wyk. Jinho, Hui, Hongseok, Shin Won, Yeo One, Yan an, Kino) | 3:41    |
| 5. | „Hikari (光)”                                                          | 3:48    |
| 6. | „Get Down”                                                             | 3:11    |

## Notowania
| Lista                    | Pozycja |
| ------------------------ | ------- |
| Japanese Albums (Oricon) | 5       |

## Sprzedaż
| Kraj    | Sprzedaż |
| ------- | -------- |
| Japonia | 13 012+  |